# Michael Carter-Williams
Michael Carter-Williams (ur. 10 października 1991 w Hamilton) – amerykański koszykarz występujący na pozycji rozgrywającego.
W 2011 wystąpił w meczu gwiazd amerykańskich szkół średnich - McDonald’s All-American.
W swoim pierwszym meczu w NBA 30 października 2013, w którym jego zespół pokonał mistrza Miami Heat, ustanowił rekord ligi w liczbie przechwytów w debiutanckim występie - 9. Zaliczył też 22 punkty, 7 zbiórek i 12 asyst oraz trafił decydujące o zwycięstwie rzuty wolne w końcówce meczu. 12 asyst było drugim najlepszym w historii wynikiem w meczu debiutanckim. Carter-Williams został wybrany Graczem Tygodnia Konferencji Wschodniej w swoim pierwszym tygodniu gry w lidze (od 29 października do 3 listopada 2013). Wcześniej dokonał tego tylko Shaquille O’Neal.
Carter-Williams został wybrany debiutantem miesiąca (Rookie of the Month) Konferencji Wschodniej za październik/listopad 2013, styczeń, marzec oraz kwiecień 2014.
3 grudnia 2013 w zakończonym zwycięstwem po dwóch dogrywkach meczu z Orlando Magic zaliczył triple-double (27 pkt., 12 zb., 10 as.). Był to pierwszy mecz w historii NBA, w którym dwóch debiutantów zaliczyło triple-double (drugim był Victor Oladipo z Magic). 10 marca 2014 zaliczył swoje drugie triple-double w karierze (23 pkt., 13 zb., 10 as.) w przegranym meczu z New York Knicks.
Carter-Williams został trzecim w historii NBA graczem, który miał najwyższe średnie punktów, zbiórek oraz asyst wśród rookich danego sezonu (pozostali dwaj to Oscar Robertson oraz Alvan Adams), jak również trzecim w historii rookim, który osiągnął średnie co najmniej 16 punktów, 6 zbiórek oraz 6 asyst (obok Robertsona i Magica Johnsona). 
W maju 2014 otrzymał tytuł debiutanta roku NBA. Został też wybrany do pierwszej piątki debiutantów.
W lutym 2015 Carter-Williams przeszedł w trakcie sezonu do Milwaukee Bucks. 7 lipca 2017 podpisał umowę z Charlotte Hornets.
6 lipca 2018 został zawodnikiem Houston Rockets. 7 stycznia 2019 został wysłany do Chicago Bulls wraz z zobowiązaniami gotówkowymi w zamian za chroniony wybór II rundy draftu 2020. Zaraz po dokonaniu transferu został zwolniony przez Bulls. 15 marca zawarł 10-dniową umowę z Orlando Magic, następnie 25 marca kolejną, taką samą. 10 lutego 2022 został zwolniony. 26 lutego 2023 zawarł umowę do końca sezonu z Magic.

## Osiągnięcia
Stan na 24 października 2023, na podstawie, o ile nie zaznaczono inaczej.
NCAA
- Uczestnik rozgrywek:
  - NCAA Final Four (2013)
  - Elite Eight turnieju NCAA (2012, 2013)
- Mistrz sezonu regularnego konferencji Big East (2012)
- Największy postęp konferencji Big East (2013)
- Zaliczony do:
  - składu Honorable mention All-American (2013 przez Associated Press)
  - II składu Big East (2013)

NBA
- Debiutant roku (2014)[22]
- Zaliczony do:
  - I składu debiutantów NBA (2014)[23]
  - składu Honorable Mention letniej ligi NBA w Orlando (2013)
- Uczestnik:
  - Rising Stars Challenge (2014, 2015)
  - Skills Challenge (2014)
- Zawodnik tygodnia (4.11.2013)
- Debiutant miesiąca NBA (listopad 2013, styczeń, marzec 2014)

## Statystyki

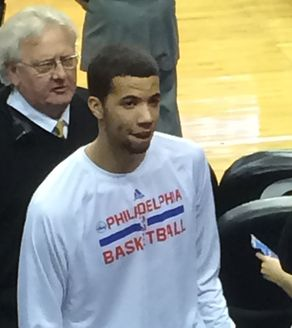
Michael Carter-Williams w barwach Philadelphia 76ers.

Stan na koniec sezonu 2023/24, na podstawie.

### Sezon regularny
| Sezon   | Drużyna      | M   | S5  | MPG  | FG%   | 3P%   | FT%   | RPG | APG | SPG | BPG | PPG  |
| ------- | ------------ | --- | --- | ---- | ----- | ----- | ----- | --- | --- | --- | --- | ---- |
| 2013/14 | Philadelphia | 70  | 70  | 34,5 | 40,5% | 26,4% | 70,3% | 6,2 | 6,3 | 1,9 | 0,6 | 16,7 |
| 2014/15 | Philadelphia | 41  | 38  | 33,9 | 38,0% | 25,6% | 64,3% | 6,2 | 7,4 | 1,5 | 0,4 | 15,0 |
| 2014/15 | Milwaukee    | 25  | 25  | 30,3 | 42,9% | 14,3% | 78,0% | 4,0 | 5,6 | 2,0 | 0,5 | 14,1 |
| 2015/16 | Milwaukee    | 54  | 37  | 30,5 | 45,2% | 27,3% | 65,4% | 5,1 | 5,2 | 1,5 | 0,8 | 11,5 |
| 2016/17 | Chicago      | 45  | 19  | 18,8 | 36,6% | 23,4% | 75,3% | 3,4 | 2,5 | 0,8 | 0,5 | 6,6  |
| 2017/18 | Charlotte    | 52  | 2   | 16,1 | 33,2% | 23,7% | 82,0% | 2,7 | 2,2 | 0,8 | 0,4 | 4,6  |
| 2018/19 | Houston      | 16  | 1   | 9,1  | 41,0% | 36,8% | 46,2% | 0,8 | 1,3 | 0,6 | 0,4 | 4,3  |
| 2018/19 | Orlando      | 12  | 0   | 18,9 | 33,9% | 15,8% | 74,1% | 4,8 | 4,1 | 0,9 | 0,8 | 5,4  |
| 2019/20 | Orlando      | 45  | 0   | 18,5 | 42,7% | 29,3% | 83,2% | 3,3 | 2,4 | 1,1 | 0,5 | 7,2  |
| 2020/21 | Orlando      | 31  | 25  | 25,8 | 38,9% | 24,6% | 61,3% | 4,5 | 4,2 | 0,8 | 0,5 | 8,8  |
| 2022/23 | Orlando      | 4   | 0   | 11,0 | 42,9% | 33,3% | 57,1% | 1,3 | 1,8 | 0,3 | 0,3 | 4,3  |
| Razem   |              | 395 | 217 | 25,2 | 40,2% | 25,6% | 70,5% | 4,3 | 4,3 | 1,3 | 0,5 | 10,2 |

### Play-offy
| Sezon | Drużyna   | M  | S5 | MPG  | FG%   | 3P%   | FT%   | RPG | APG | SPG | BPG | PPG  |
| ----- | --------- | -- | -- | ---- | ----- | ----- | ----- | --- | --- | --- | --- | ---- |
| 2015  | Milwaukee | 6  | 6  | 31,8 | 42,3% | 0,0%  | 58,3% | 4,5 | 4,8 | 1,2 | 1,0 | 12,2 |
| 2017  | Chicago   | 5  | 0  | 10,6 | 40,0% | 0,0%  | 50,0% | 0,8 | 1,2 | 0,4 | 0,2 | 2,8  |
| 2019  | Orlando   | 5  | 0  | 18,4 | 38,7% | 25,0% | 87,5% | 4,0 | 2,4 | 0,6 | 0,0 | 6,6  |
| Razem |           | 16 | 6  | 21,0 | 41,1% | 14,3% | 66,7% | 3,2 | 2,9 | 0,8 | 0,4 | 7,5  |